# Kraków
Kraków (tiếng Ba Lan: [ˈkrakuf] ⓘ, phiên âm: "Cra-cúp") là thành phố lớn thứ nhì và là một trong những thành phố cổ nhất và lớn nhất của Ba Lan, dân số năm 2004 là 780.000 (1,4 triệu nếu tính cả các khu lân cận. Thành phố lịch sử này nằm ở bên sông Vistula (Wisła) tại chân đồi Wawel ở vùng Tiểu Ba Lan (Małopolska). Đây là thủ phủ của tỉnh Małopolskie (Województwo małopolskie) từ 1999. Trước đây, thành phố này là thủ phủ của Kraków Voivodeship từ thế kỷ 14.
Kraków đã là thủ đô chính thức của Ba Lan cho đến năm 1596 và về truyền thống là một trong những trung tâm hàng đầu về khoa học, văn hóa và nghệ thuật của quốc gia này, là nơi sinh sống trước đây của các vua Ba Lan và là một kinh đô của Ba Lan, được nhiều người Ba Lan coi là thủ đô tinh thần do lịch sử của thành phố hơn 1000 năm. Được trích dẫn là một trong những thành phố đẹp nhất châu Âu, Phố cổ là di sản văn hóa thế giới đầu tiên của UNESCO. Kraków cũng là một trung tâm lớn về du lịch nội địa và quốc tế, thu hút 7 triệu khách mỗi năm.
Thành phố đã phát triển từ một khu định cư Thời kỳ đồ đá thành thành phố quan trọng thứ hai của Ba Lan. Nó bắt đầu như một làng trên đồi Wawel và đã được ghi nhận là một trung tâm thương mại sầm uất của Trung Âu vào năm 965. Với việc thành lập các trường đại học và địa điểm văn hóa mới tại sự xuất hiện của Cộng hòa Ba Lan thứ hai vào năm 1918 và trong suốt thế kỷ 20, Kraków đã tái khẳng định vai trò là một trung tâm học thuật và nghệ thuật lớn của quốc gia. Thành phố có dân số khoảng 770.000 người, với khoảng 8 triệu người khác sống trong bán kính 100 km của quảng trường chính.
Sau khi Đức Quốc xã xâm lược Ba Lan vào đầu Thế chiến II, Distrikt Krakau (Quận Kraków) mới được xác định trở thành thủ đô của Chính phủ. Dân số Do Thái của thành phố đã bị buộc vào một khu vực có tường bao quanh là Kraków Ghetto, từ đó họ được gửi đến Đức trại hủy diệt như Auschwitz, và trại tập trung của Đức Quốc xã như Płaszów. 
Tuy nhiên, thành phố đã tránh được sự hủy diệt và các vụ oanh tạc bom lớn.
Năm 1978, Karol Wojtyła, tổng giám mục Kraków, được tấn phong chức vị giáo hoàng với tư cách là Giáo hoàng John Paul II - vị giáo hoàng đầu tiên không phải người Ý đầu tiên sau 455 năm. Cũng trong năm đó, UNESCO đã phê duyệt Toàn bộ Phố cổ và trung tâm lịch sử của Kraków là Danh sách Di sản Thế giới cùng với Quito. Kraków được phân loại là thành phố toàn cầu với thứ hạng cao về khả năng bởi GaWC. Di sản văn hóa rộng lớn của nó qua các thời đại của gothic, Phục hưng và kiến trúc Baroque bao gồm Nhà thờ Wawel và Lâu đài Hoàng gia trên bờ của Vistula, nhà thờ chính tòa St. Mary, Kraków, nhà thờ các thánh Peter và Paul và quảng trường chợ trung cổ lớn nhất ở châu Âu, Rynek Główny. Kraków có đại học Jagiellonia, một trong trường đại học lâu đời nhất thế giới và theo truyền thống là tổ chức giáo dục đại học có uy tín nhất của Ba Lan.
Năm 2000, Kraków được bầu chọn là Thủ đô văn hóa châu Âu. Năm 2013, Kraków chính thức được phê duyệt là Thành phố văn học của UNESCO. Thành phố đăng cai ngày thanh niên thế giới tháng 7 năm 2016.

## Hình ảnh

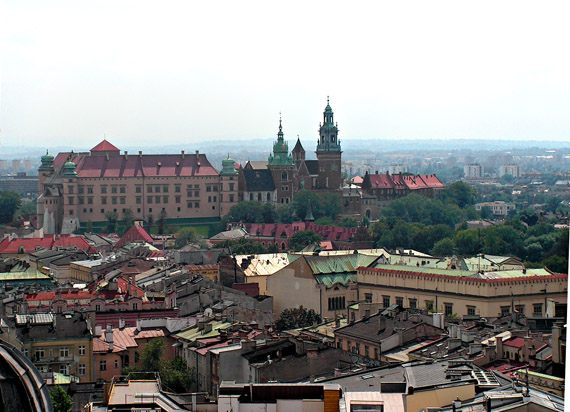
Đồi Wawel.
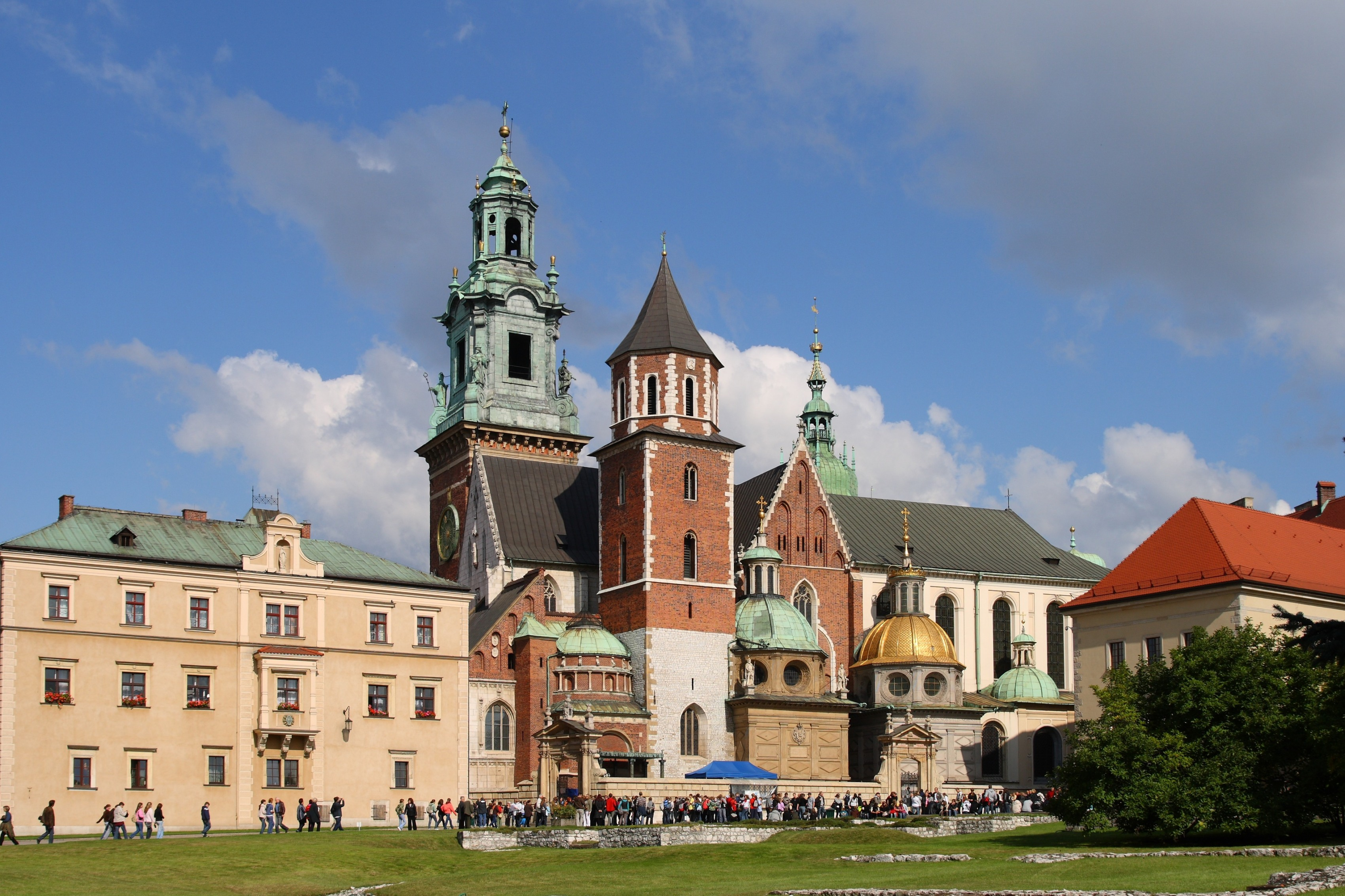
Đại giáo đường Wawel.
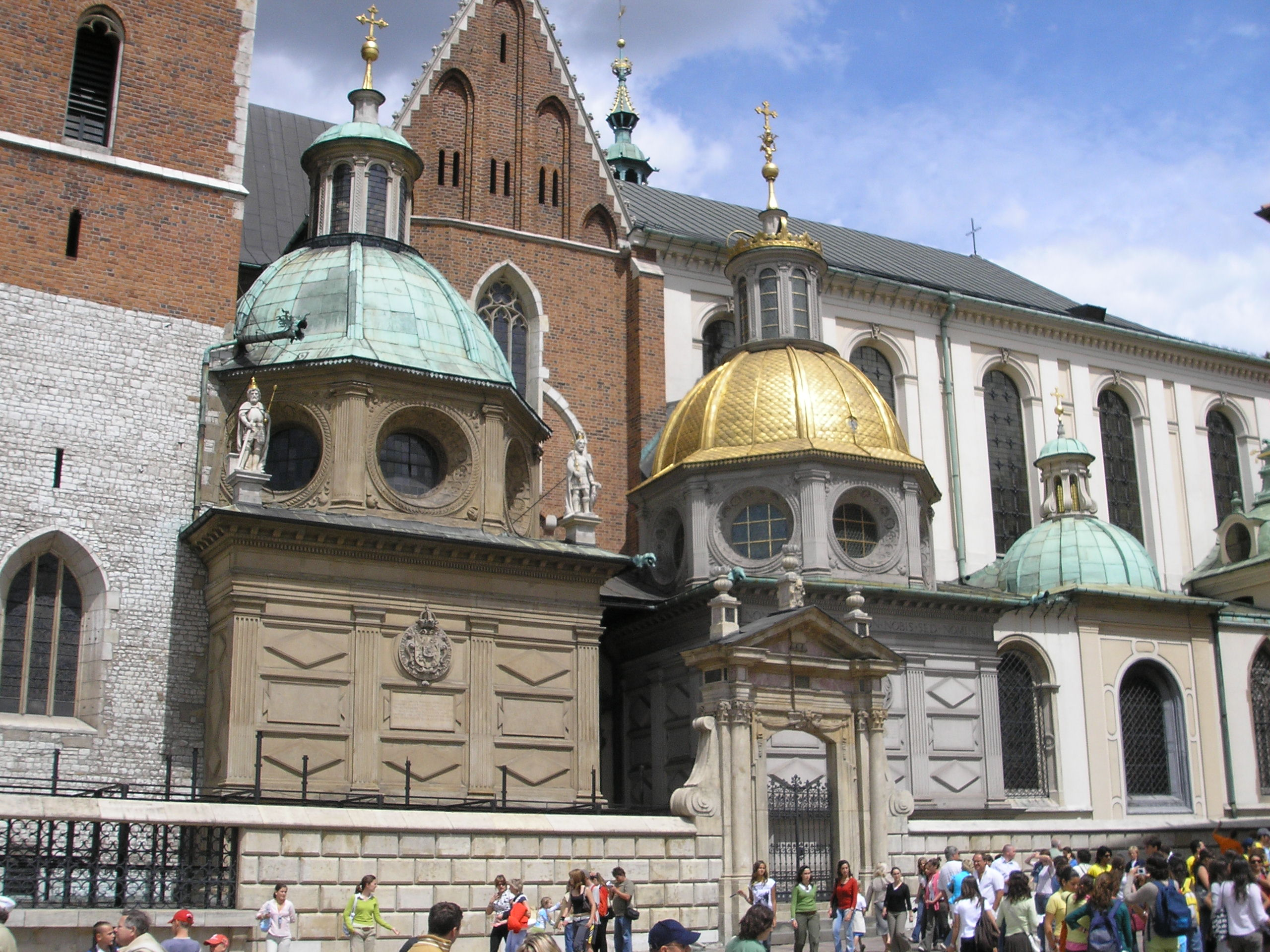
Nhà nguyện Sigismund và Waza, Wawel.
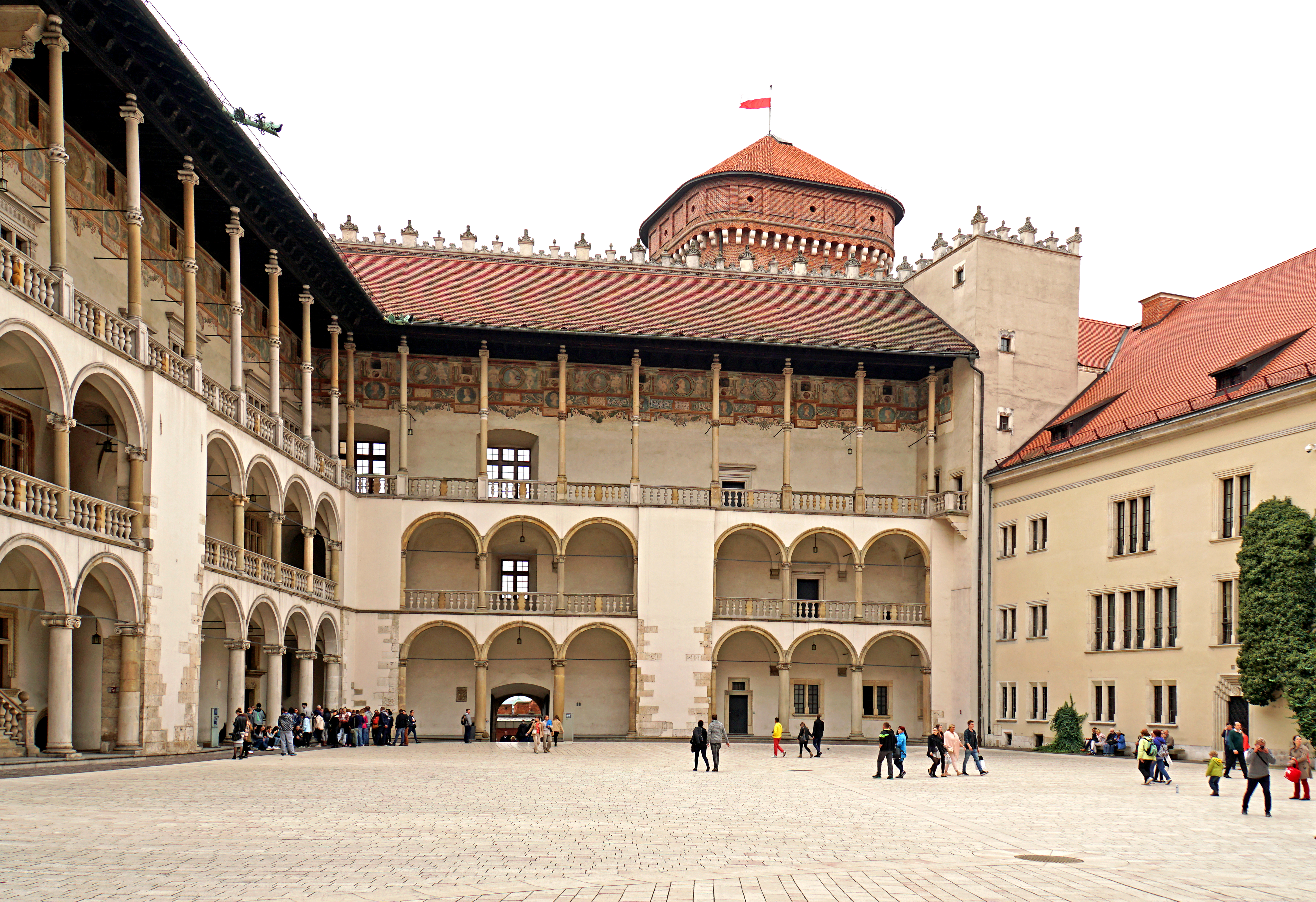
Lâu đài Wawel, courtyard.
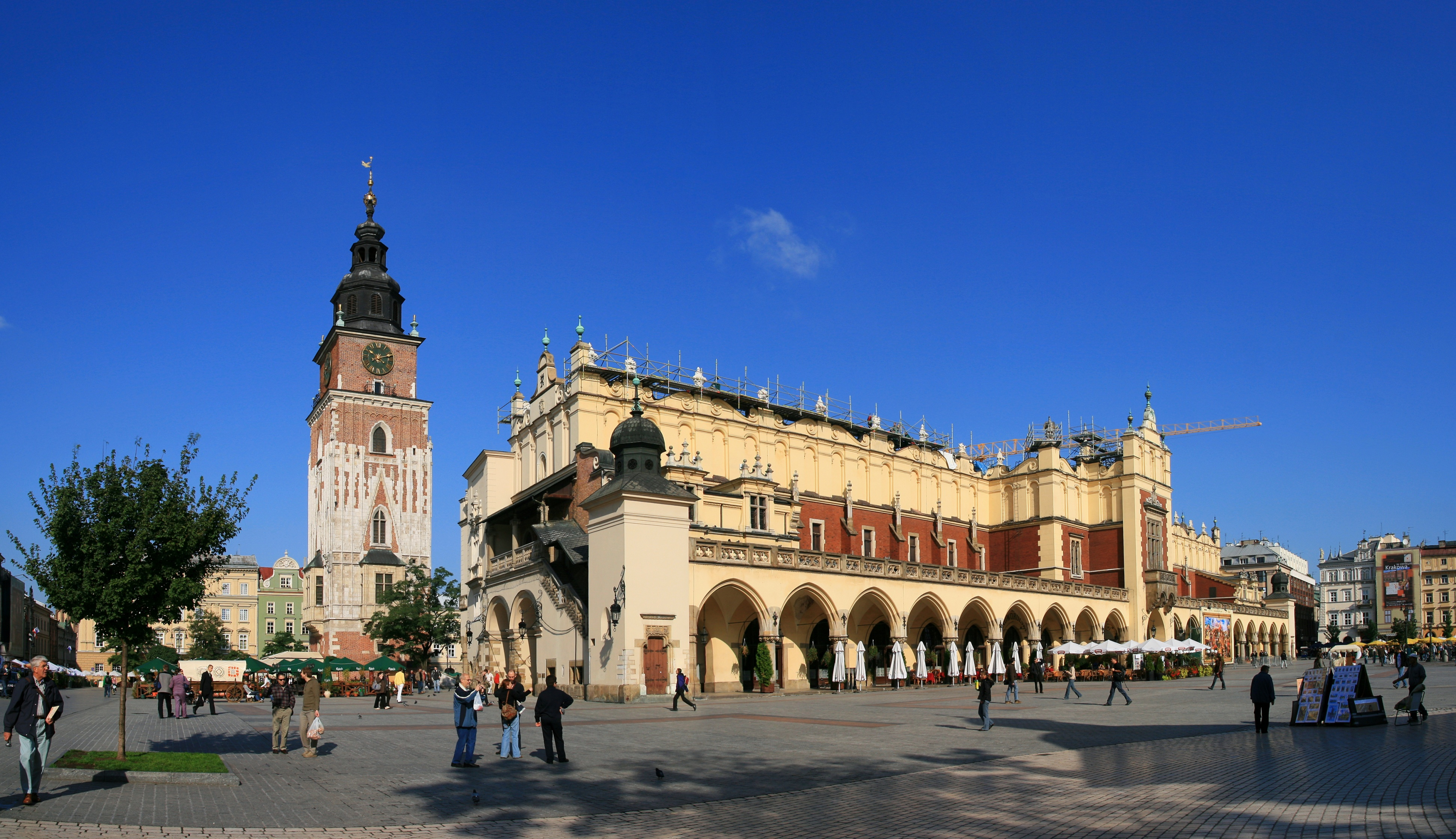
Cloth Hall (Sukiennice) tại Main Market Square.
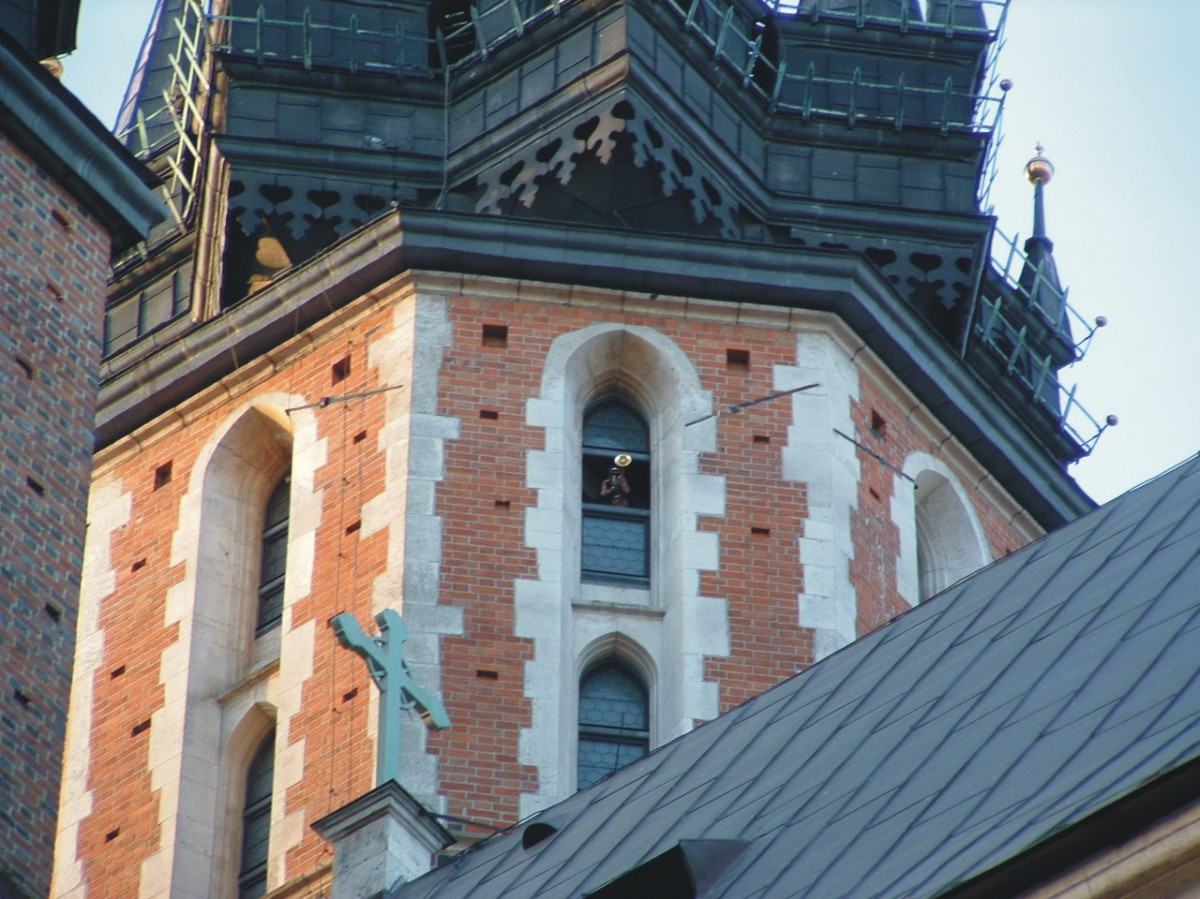
Nhà thờ St. Mary.
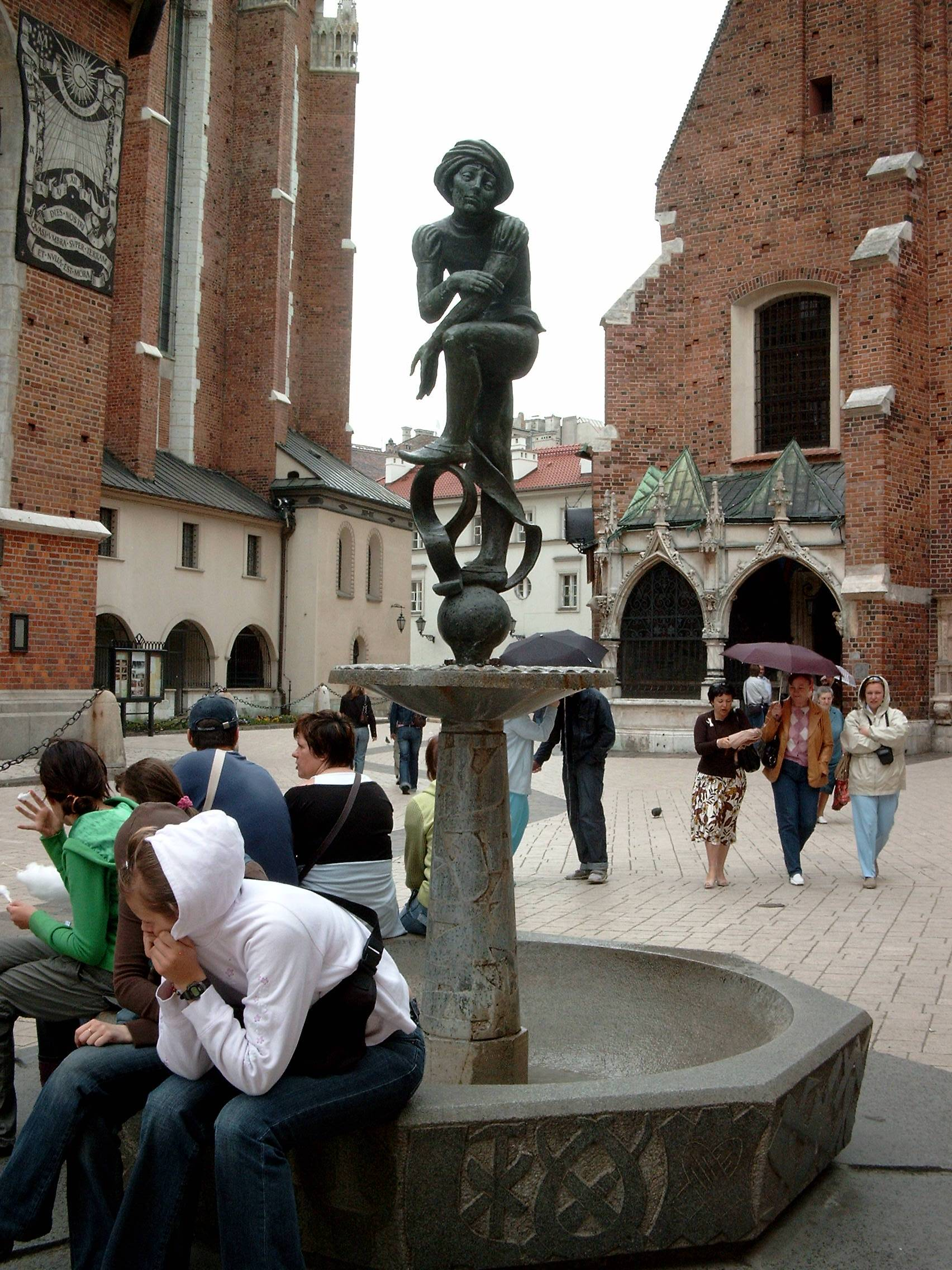
Quảng trường St. Mary.
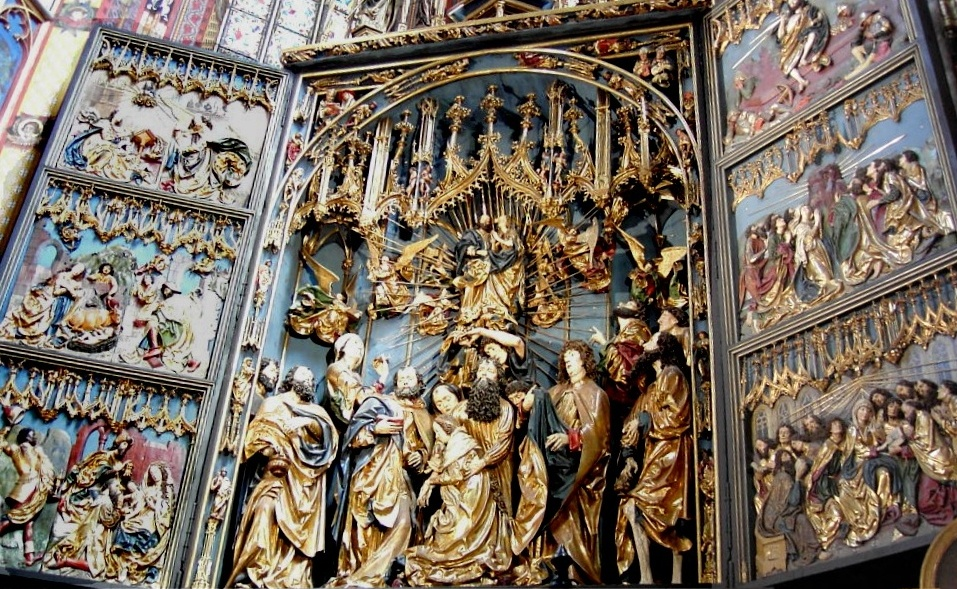
Wit Stwosz Altar, St. Mary's Church, Kraków.
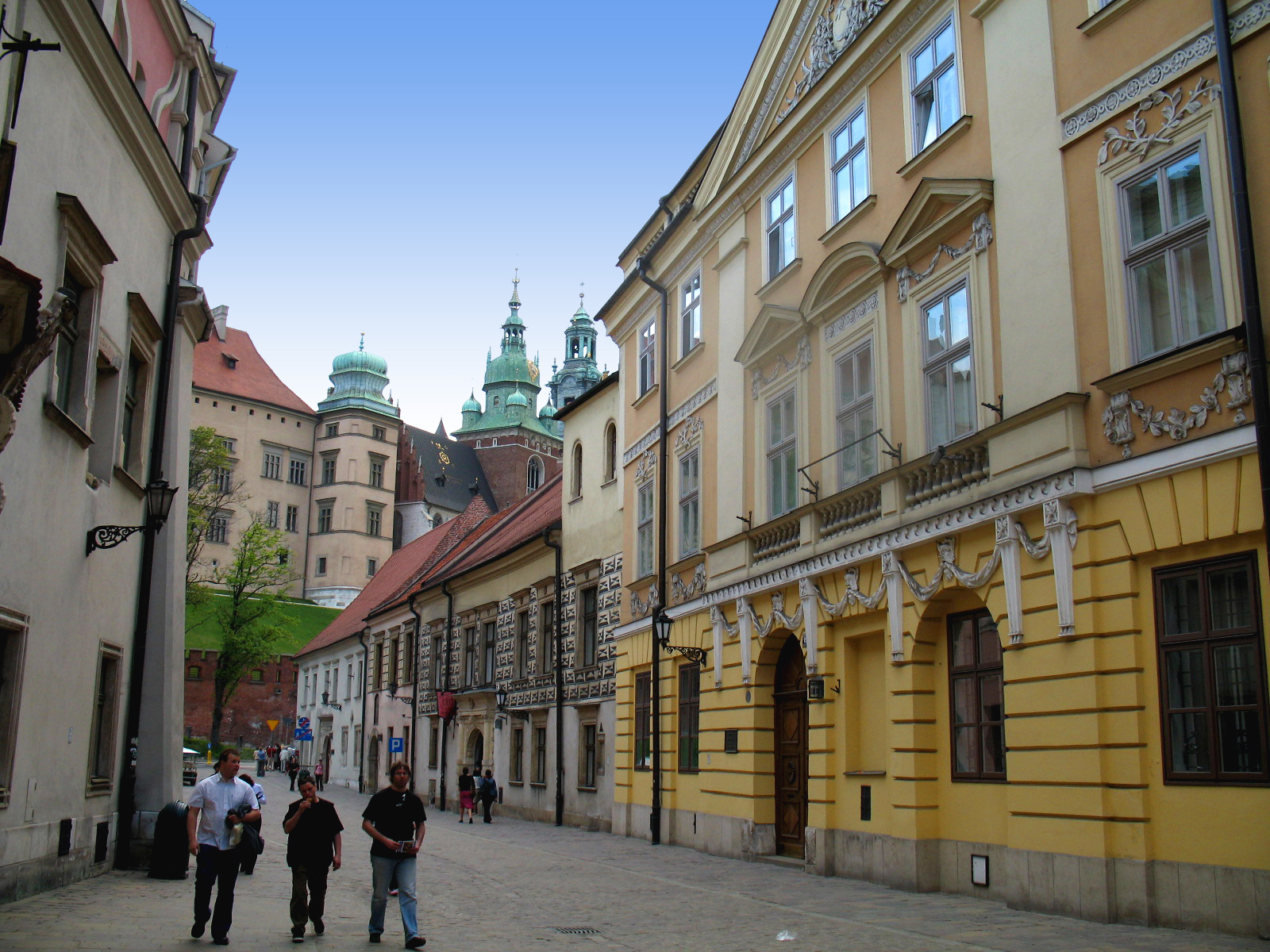
Phố Kanonicza.
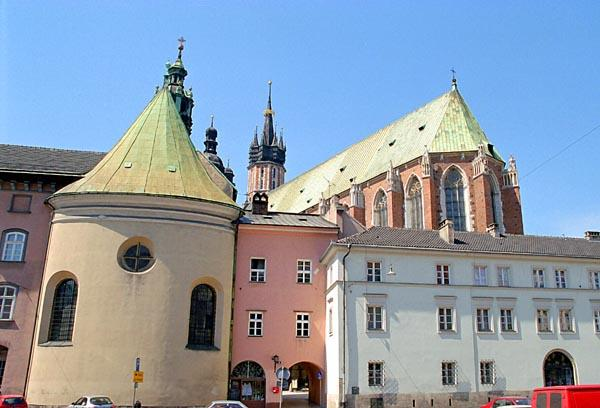
Nhà thờ St. Barbara.
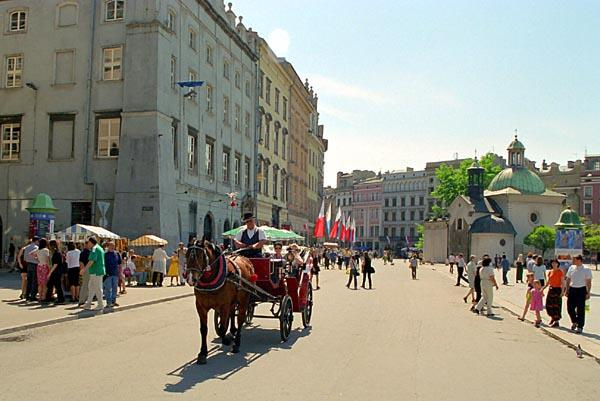
St. Wojciech Church (right) at the Main Market Square.
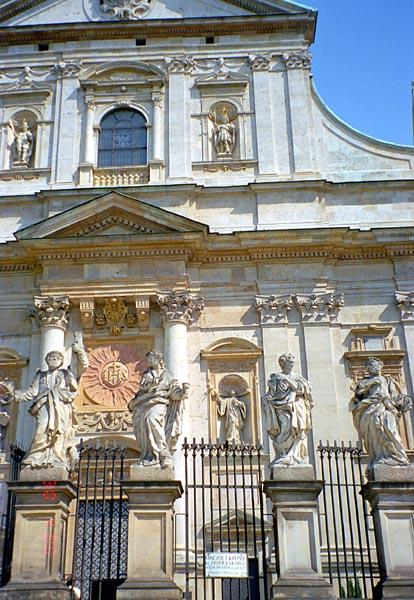
St. Peter và Paul.
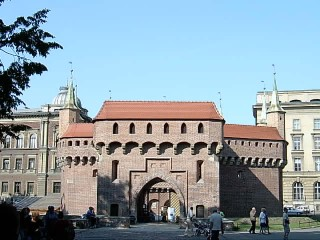
Kraków barbican
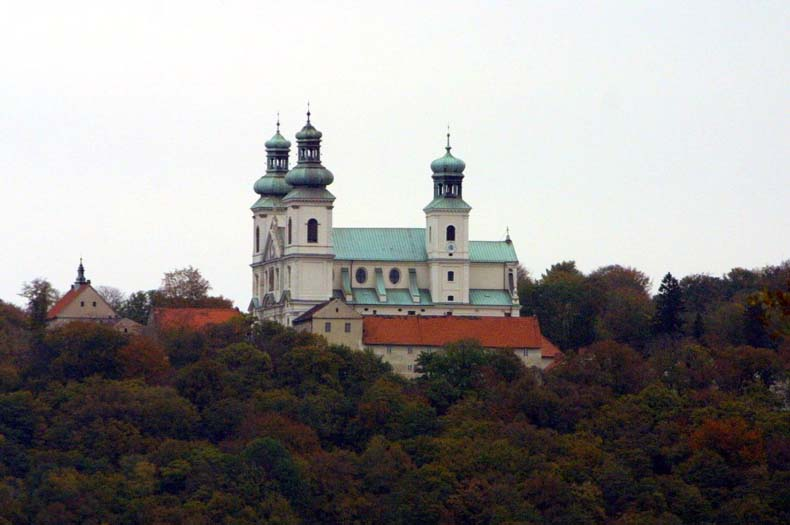
Camedulan Monastery in Wolski Forrest.
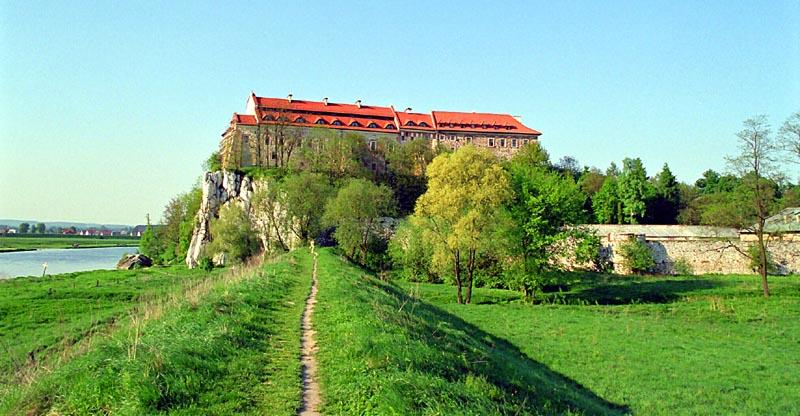
Tyniec Monastery on the outskirts of Kraków
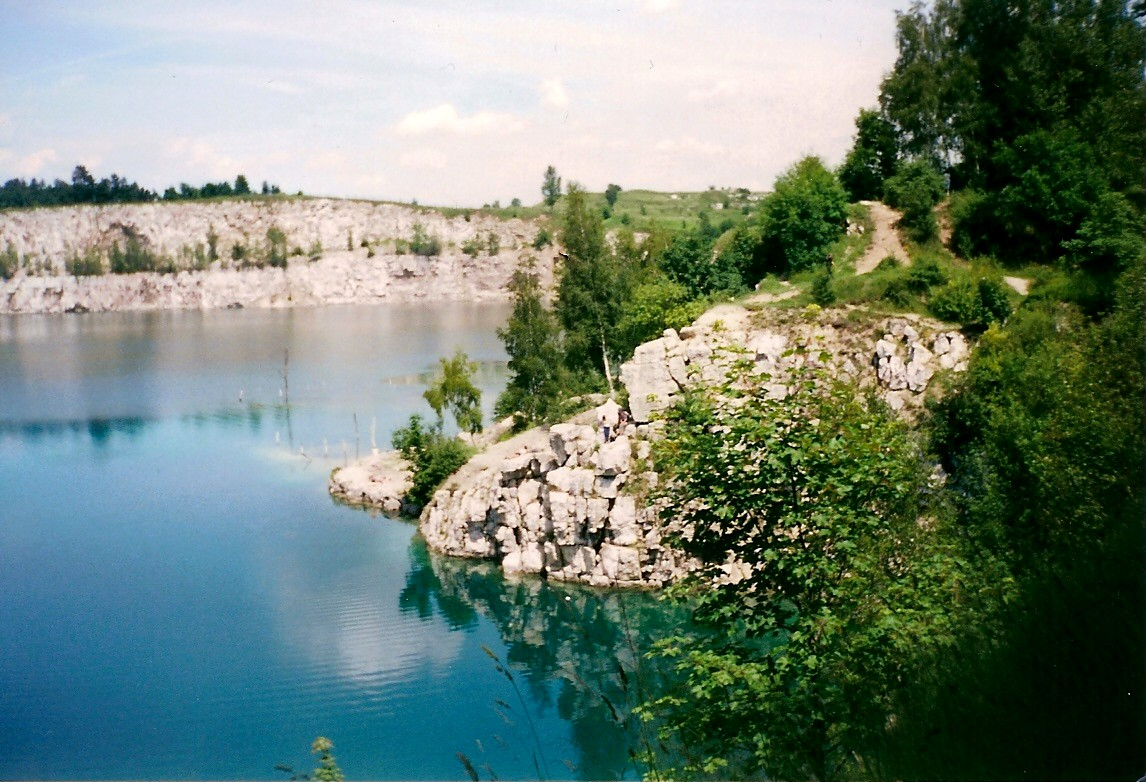
Công viên Zakrzówek.

## Những nhân vật nổi tiếng
- Giáo hoàng Gioan Phaolô II (Karol Wojtyła)
- Alexander Abusch
- Stefan Banach
- Daniel Bogusz
- Bolesław III Wrymouth
- Krzysztof Borek
- Carl Carl
- Joseph Conrad (Korzeniowski)
- Napoleon Cybulski nhà sinh lý học
- Ewa Demarczyk
- Robert Gadocha
- Konrad Gałka
- Mordechai Gebirtig
- Henryk Grossmann
- Ludwig Gumplowicz, nhà xã hội học, sinh năm 1838
- Friedrich Halm
- Wojciech Has
- Roman Haubenstock-Ramati
- Zvi Hecker
- Jerzy Hoffman
- Józef Hofmann
- Stanislaus Hosius
- Roman Ingarden
- Jan I Olbracht
- Saint Casimir
- Tadeusz Kantor
- Jan II Kazimierz
- Zygmunt Konieczny
- Ewa Lipska
- Jan Matejko
- Bronisław Malinowski
- Edward Ochab
- Poldek Pfefferberg, holocaust survivor who inspired Schindler's List.
- Robert Kubica
- Agnieszka Radwańska
- Karin Reschke
- Jan Rokita
- Zygmunt II
- Jerzy Stuhr
- Karl Freiherr von Urban
- Władysław II Jagiełło
- Wanda Wasilewska